# Simbo
Simbo es una isla en las Islas Salomón; está ubicado en la Provincia Occidental. Los primeros europeos la conocían como isla Eddystone.

## Geografía
Simbo es en realidad dos islas principales, una pequeña isla llamada Nusa Simbo separada por una laguna de agua salada de otra más grande. En conjunto, la población local conoce las islas como Mandegugusu, mientras que en el resto de las Islas Salomón se las conoce como Simbo. Simbo tiene un volcán activo llamado Ove, así como varias lagunas de agua salada y un lago de agua dulce.

## Terremoto
El 2 de abril de 2007, Simbo fue azotada por un terremoto y un tsunami masivos que ahora se conocen como el terremoto de las Islas Salomón de 2007. Un tsunami de 12 metros destruyó dos pueblos en el lado norte de la isla y mató a 10 personas.

## En la cultura popular
Se hace referencia a algunas de las prácticas culturales históricas en Simbo en The Ghost Road, una novela de Pat Barker sobre la Primera Guerra Mundial.  El autor utilizó la investigación de Arthur Maurice Hocart y el psicoanalista William Rivers.